# لحظه به لحظه
لحظه به لحظه (انگلیسی: Moment to Moment) فیلمی به کارگردانی مروین لیروی است که در سال ۱۹۶۶ منتشر شد. از بازیگران آن می‌توان به جین سیبرگ و اونور بلکمن اشاره کرد.